# Byomdannelse
Byomdannelse er omdannelse af byområder til nye formål. Dermed adskiller det sig fra byfornyelse, der fornyer byen, men til de samme eller lignende  formål. 
- Byomdannelse omfatter bl.a. byfortætning på fx tidligere industrigrunde, som får en ny benyttelse.
- Omdannelse af tidligere enfamilieshuse til et større område med lejlighedskomplekser.
- Omdannelse af gamle bygninger, fx industribygninger til kontorer og boliger.

Byomdannelsesprojekter kan være i lille og stor skala fra enkelte bygninger til hele bydele.
| Arkitektur | Spire Denne arkitekturartikel er en spire som bør udbygges. Du er velkommen til at hjælpe Wikipedia ved at udvide den. |